# Berliner Vergaser-Fabrik
Der VEB Berliner Vergaser- und Filterwerke (BVF) mit Sitz in der Frankfurter Allee und Filialen am Stralauer Platz im Stadtbezirk Berlin-Friedrichshain sowie im Stadtbezirk Berlin-Prenzlauer Berg war Produzent von Vergasern für die in der DDR gebauten Kraftfahrzeuge Trabant und Wartburg, für Landmaschinen und für die späteren Zweiradfahrzeuge. Außerdem wurden die Außenbordmotoren der Baureihe „Tümmler“ und „Forelle“ dort gefertigt. Der Betrieb entstand 1946 im Ostteil von Berlin durch Zusammenschluss von bereits lange zuvor bestehenden Vergaserfabriken. Später in der DDR-Zeit wurden Kraftfahrzeughersteller und Zulieferbetriebe im IFA zwangsweise zusammengefasst. Jedem Unternehmen wurde zugeteilt, was es herzustellen hatte.
Nach der deutschen Wiedervereinigung hat der Simson-Nachfolger MZA Meyer Zweiradtechnik GmbH die Bild- und Wortmarke BVF gekauft. Er bezeichnet mit dem eingeführten Markennamen BVF seitdem seine Vergaser, die mit den früheren DDR-Vergasern baugleich sind.

## Vorgeschichte der Betriebsgründung

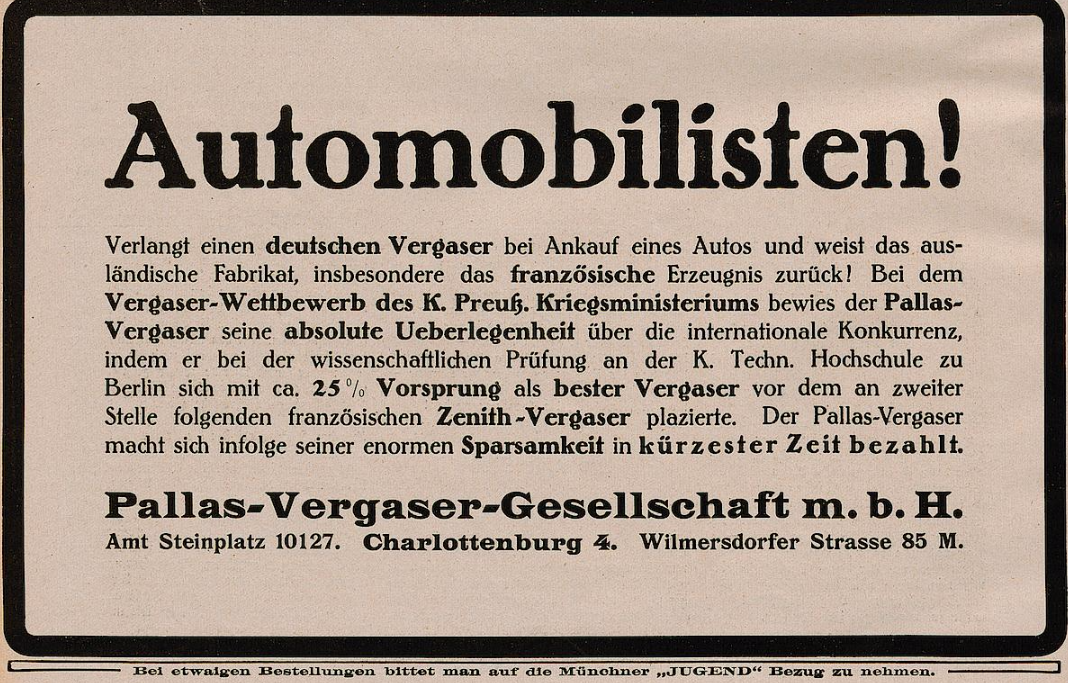
Werbung für den Pallas-Vergaser aus Charlottenburg (1914)

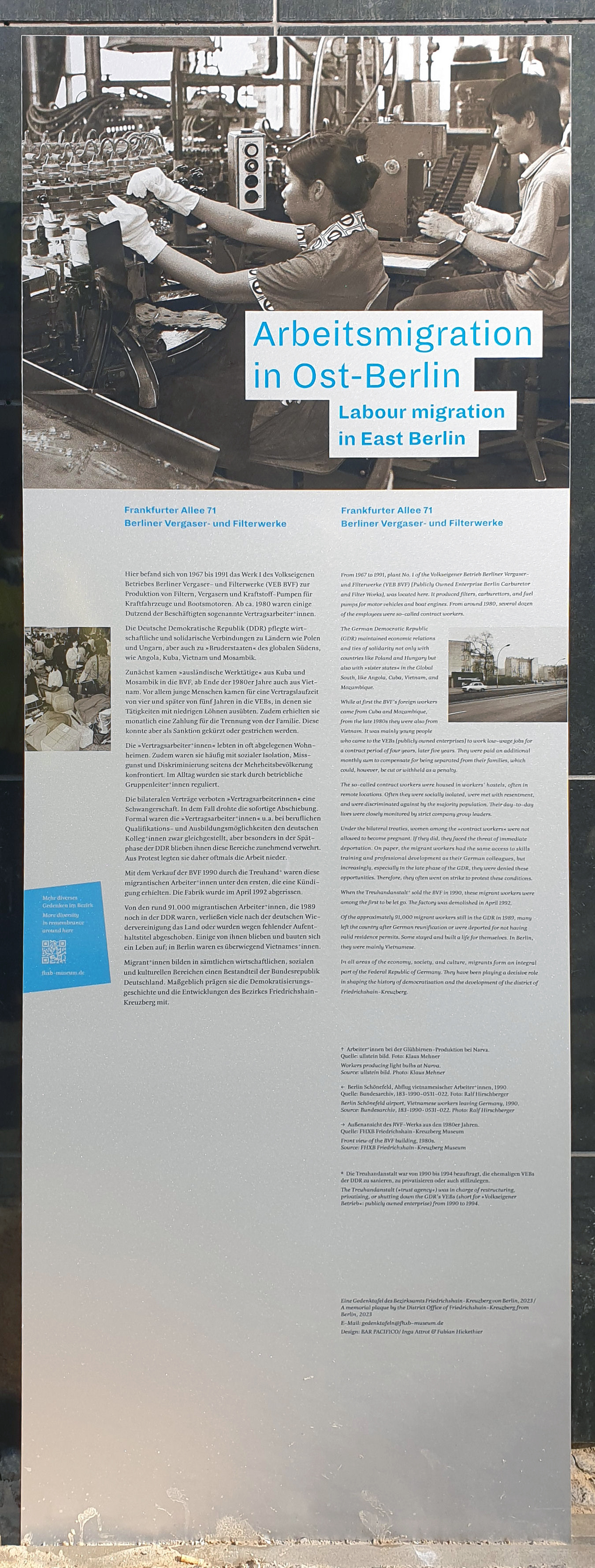
Gedenktafel am Haus, Frankfurter Allee 73A, in Berlin-Friedrichshain

Die Gründung der Berliner Vergaser-Werke (BVF) geht auf das Jahr 1946 zurück. Vor dem Zweiten Weltkrieg waren ihre direkten Vorgängerbetriebe die Pallas-Apparate-Gesellschaft m.b.H. (im Folgenden: Pallas) und die Sum Vergaser-Gesellschaft Carl Wirsum & Co. KG (im Folgenden: Sum), deren Firmengrundstücke nach dem Zweiten Weltkrieg überwiegend im sowjetischen Sektor Berlins lagen und später verstaatlicht wurden.
1910 wurde die Pallas-Vergaser-Gesellschaft m.b.H. in der Stadt Charlottenburg mit einem Stammkapital von 200.000 Mark gegründet. Gegenstand des Unternehmens war die „Fabrikation und der Vertrieb der nach dem in dem Besitze der Herren August Wasmuth und Paul Schüttler befindlichen Vergaser Schutzrechten konstruierte Pallas-Vergaser“. 1914 begannen Gespräche zwischen den Eigentümern der Pallas und der Allgemeinen Electricitäts-Gesellschaft (AEG) mit dem Ziel einer Übernahme der Pallas durch die AEG; im Juli 1915 besaß die AEG schließlich „die sämtlichen Stammanteile der Pallas-Vergaser-Gesellschaft mit beschränkter Haftung in Berlin (…)“. Ab diesem Zeitpunkt vertrieb Pallas als reine AEG-Tochtergesellschaft Vergaser, Kraftstoffpumpen, Benzinfilter- und Flugzeuggeräte, die im AEG-Werk für Zählerapparate in der Berliner Ackerstraße hergestellt wurden.
Im Jahre 1918 erfolgte die Umfirmierung der Pallas-Vergaser-Gesellschaft m.b.H. in Pallas-Zenith–Gesellschaft m.b.H., da die Pallas das Geschäft der Zenith-Vergaser-Gesellschaft m.b.H. (im Folgenden: Zenith) gegen Überlassung von 50 Prozent ihrer Firmenanteile an den Besitzer der Zenith, der Hasag Apparatebau G.m.b.H. (Mutterhaus Hugo Schneider A.-G., Leipzig) in Lizenz übernahm. Zum 24. Dezember 1921 änderte sich der Firmenname in Pallas-Apparate-Gesellschaft m.b.H. (im Folgenden: PAG); in den nächsten Jahren erfolgten einige Erhöhungen des Gesellschafts-Stammkapitals. 1925 wurde das Geschäftsfeld der PAG um den gewerbsmäßigen Handel mit Kraftfahrzeugen erweitert. Nach einem Übernahmeangebot durch die AEG trat 1929 der Firmenteilhaber Hugo Schneider seine Anteile ab. Im Mai 1931 übernahm die französische Vergaserfabrik Société Générale des Carburateurs Zénith zehn Prozent der Geschäftsanteile der PAG und übergab vor diesem Hintergrund die allgemeine und ausschließliche Fabrikations- und Verkaufslizenz für ihre Erzeugnisse an die PAG. Erwähnenswert ist noch, dass bei der PAG in Lizenz der US-amerikanischen Bendix-Stromberg Corporation auch Vergaser für Flugmotoren gefertigt wurden; so fand ein Pallas-Stromberg-Vergaser Verwendung in dem von 1933 bis 1945 hergestellten Sternmotor BMW 132.
1920 wurde in Berlin die Sum Vergaser-Gesellschaft Carl Wirsum & Co. KG als zweiter Ursprungsbetrieb der BVF von Carl Wirsum gegründet, einem ehemaligen Angestellten der PAG. Dieser war bei der PAG im Konstruktionsbüro und in der Versuchsabteilung beschäftigt gewesen. Sum stellte vorwiegend Vergaser für Motorräder und ab Anfang der 1930er Jahre auch für Flugmotoren (Siemens & Halske Sh 14 bzw. SAM/Bramo 314, Argus As 10) her. Mit der Machtergreifung der Nationalsozialisten und der daraus resultierenden Rüstungspolitik wurde Sum zum Großbetrieb; die Produktionsstätten wurden aus Platzgründen von der Berliner Wiesenstraße in die Michaelkirchstraße verlegt. Im Zweiten Weltkrieg kamen bei der Sum Vergaser-Gesellschaft auch Zwangsarbeiter zum Einsatz; die Firma nutzte zur Unterbringung dieser Arbeiter ein „Ausländerlager“ an der Brandenburgstraße 81, SW 68 (Kreuzberg, seit 1962 Lobeckstraße).

## Die Situation der frühen Nachkriegszeit
Nach dem Zweiten Weltkrieg begann sowohl bei der PAG als auch bei der Sum die Bergung der unter Kriegstrümmern verschütteten Werksausrüstung; auch im Rahmen von sowjetischen Reparationsaufträgen wurde bei der PAG seit Mitte 1945 mit der Vergaserreparatur, dem Neubau von Vergasern und sonstigem Wirtschaftsgut in angemieteten Räumen in der Ackerstraße und – aus Platzgründen – seit dem Frühjahr 1946 an der Frankfurter Allee begonnen; die Firma firmierte unter Pallas-Apparate GmbH Gerätewerk. Auch die Sum nahm ihre produktive Tätigkeit in einem begrenzten Umfang wieder auf. Bezugnehmend auf das Gesetz zur Überführung von Konzernen und sonstigen privat geführten Wirtschaftsunternehmen in das Gemeineigentum von Groß-Berlin beschlagnahmte der Ostberliner Magistrat 1947 sowohl die Pallas-Apparate GmbH Gerätewerk als auch die Sum-Vergaser-Gesellschaft und stellte sie unter treuhänderische Verwaltung. Als weitere Maßnahme erfolgte auf Weisung der sowjetischen Kommandantur des Ost-Berliner Stadtteils Friedrichshain – wohl um die Produktionskraft der in ihren ehemaligen Ausmaßen stark reduzierten Firmen Pallas und Sum zu stärken – die Konzentration beider Betriebe an der Frankfurter Allee; das durch diese Fusionierung geschaffene neue Werk firmierte hier unter Treuhandverwaltung Berliner–Vergaser Fabrik – Systeme Pallas und Sum. Die Firmenleitung der infolge der Ost-Berliner Enteignungsmaßnahmen um seine Produktionsorte gebrachten PAG, die in Berlin-Grunewald, Hohenzollerndamm, residierte, kam nach einer nüchternen Analyse zum Schluss, dass ein Wiederaufnehmen der Vergaserproduktion – mit allen damit verbundenen Investitionen und unter Berücksichtigung der durch die Kriegsumstände nicht mehr vorhandenen Wettbewerbsfähigkeit – unter dem Dach der AEG unwirtschaftlich sei; man verkaufte die West-Berliner Reste der PAG, die noch ein Firmengrundstück an der Wilmersdorfer Straße in Charlottenburg umfassten, schließlich 1950 an die Deutsche Vergaser-Gesellschaft; 1953 wurde die PAG aus dem Firmenregister gestrichen.

## Die betriebliche Entwicklung der BVF von 1949 bis zum politischen Umbruch 1989
Ab 1949, dem Gründungsjahr der DDR, wurde die Berliner Vergaser-Fabrik zum Volkseigenen Betrieb (VEB). Als Mitglied im Industrieverband Fahrzeugbau der DDR (IFA) war die BVF zunächst Unterbetrieb des IFA-Kombinats für Kraftfahrzeugteile Karl-Marx-Stadt, ab 1979/80 Teil des neugebildeten IFA–Kombinats Nutzkraftwagen. Zusätzlich fungierte die BVF mit Beginn des Filterbaus 1967 als Leitbetrieb für kleinere Betriebseinheiten in diesem Produktsegment. Der Flächenbedarf der Berliner Vergaser-Fabrik für die Produktion vergrößerte sich von 1745 m² in der frühen Nachkriegszeit auf 15.257 m² im Jahre 1966.

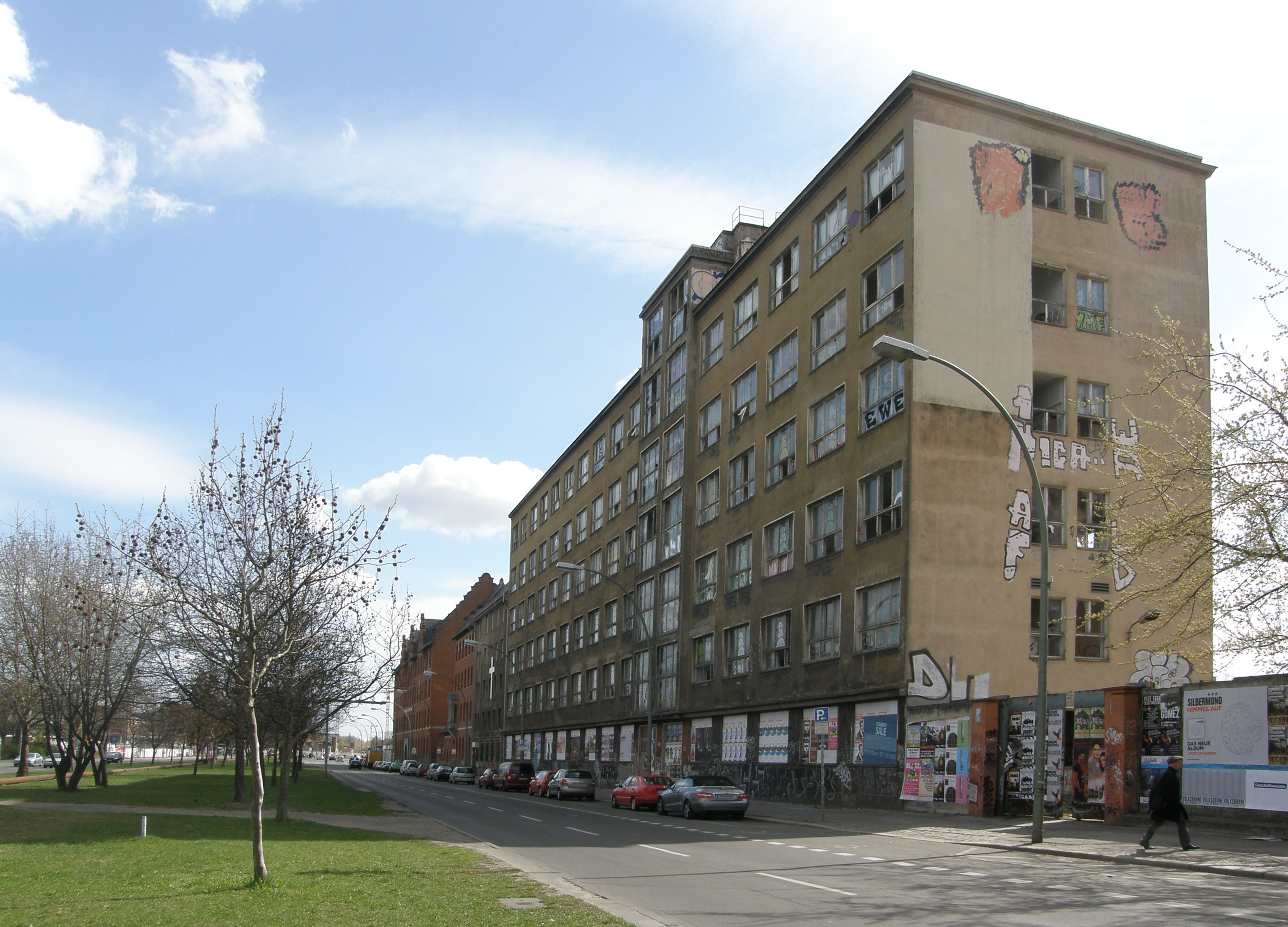
Ehemalige Vergaser- und Filterfabrik am Stralauer Platz

Neben dem Betriebsgelände an der Frankfurter Allee 71 im Stadtteil Berlin-Friedrichshain verfügte die BVF bald noch über weitere Standorte; zu nennen sind der Betriebsteil am Stralauer Platz – ebenfalls in Friedrichshain – sowie ein Areal im Stadtteil Berlin-Prenzlauer Berg, das von der Ostsee-, der Greifswalder- und der Mandelstraße begrenzt wurde und eine Größe von 44.000 m² aufwies. Während zu Beginn der Produktion im September 1946 nur 15 Personen zur Belegschaft zählten, stieg diese Zahl sukzessive auf 192 Personen am Anfang des Jahres 1948, auf 348 Personen am Jahresanfang 1949, auf 700 Personen im Jahre 1966 und schließlich auf 2140 im Jahr 1990, dem letzten Jahr des Bestehens der BVF. Neben DDR-Bürgern fand auch eine Zahl von südamerikanischen und asiatischen Vertragsarbeitern beiderlei Geschlechts bei der BVF Anstellung.
Zu den ersten technischen Entwicklungen der Berliner Vergaser-Fabrik zählten die in Varianten hergestellten Vergasertypen F 30 und H 30, wobei der erste nach dem Fallstrom-, der letztere nach dem Flachstromprinzip funktionierte. Beide Typen dienten als technische Grundlage für die weiterentwickelten Vergaserbaureihen F 323, H 321 und H 362. Parallel wurden in der Frühzeit der BVF-Produktion typenspezifische Motorradvergaser nach dem Nadeldüsen-Flachschieberprinzip hergestellt. Das Produktionsprogramm bis einschließlich 1966 umfasste spezifische Zulieferteile wie Vergaser und Kraftstoffpumpen für die Fahrzeuge Trabant, Wartburg sowie verschiedene Motorräder, Roller, Mopeds, Landmaschinen und Stationärmotoren; auch für Rennsportfahrzeuge wurde Equipment hergestellt. Hinzu kamen Elektromagnet- und Überströmventile sowie Artikel des Bevölkerungsbedarfs, die auf Weisung der Wirtschaftslenkung der DDR in vielen Betrieben hergestellt werden mussten, um Mangelerscheinungen zu mindern: von der BVF wurde zum Beispiel ein hydraulisch betriebener Kamera-Selbstauslöser hergestellt. Mitte der 1960er Jahre fielen nach Angaben der BVF circa 40 Prozent der hergestellten Waren unter die höchste DDR-Qualitätskategorie „Q“.

## Erweiterung der Produktion und Änderung der Firmenbezeichnung 1967
1967 wurde in neu geschaffenen Betriebsteilen einerseits mit dem Bau von Luft-, Öl- und Kraftstofffiltern, andererseits mit der Herstellung von Bootsmotoren begonnen. Letztere Produktionslinie wurde vermutlich vom VEB Motorenbau Berlin übernommen und umfasste den Bootsheckmotor HM 125 Forelle sowie den Seitenbordmotor SB 75 Tümmler; diese wurden vielfach auch ins sozialistische und „kapitalistische“ Ausland exportiert. Aufgrund dieser Erweiterung der Produktionspalette firmierte die bisherige BVF nun als Berliner Vergaser- und Filterwerke.

## Die schwierige Situation der BVF nach der politischen Wende 1989
Aufgrund der politischen Wende in der DDR 1989, der zum 1. Juli 1990 umgesetzten Wirtschafts- und Währungsunion mit der Bundesrepublik Deutschland, die zu einer unmittelbaren Verteuerung der produzierten Erzeugnisse führte, und der zum 3. Oktober 1990 vollzogenen Wiedervereinigung der beiden deutschen Staaten befanden sich die BVF wirtschaftlich in einer äußert schwierigen Lage: Da die BVF bis zum politischen Umbruch in der DDR fast ausschließlich Binnenmarkt-Zulieferer für die in aller Regel veraltete Produkte herstellenden Fahrzeugfabriken der DDR waren, ging ihr Absatz parallel zu den Produktionseinbrüchen dieser Finalbetriebe merklich zurück. Auch wenn ein gewisser Auftragsbestand gesichert werden konnte, litten die BVF unter einer mangelnden Produktivität, erhöhtem Preisdruck und Qualitätsmängeln ihrer Produkte und dies vor dem Hintergrund eines freien, hart umkämpften Marktes, der die weggebrochene, Konkurrenzmechanismen weitgehend vermeidende Planwirtschaft ersetzt hatte. Im vorübergehenden Besitz der Treuhandanstalt wurde der VEB Filter- und Vergaserwerke noch 1990 vom westdeutschen Filterproduzenten Hengst übernommen und in das Unternehmen eingegliedert. Teile der alten Betriebsgelände werden weiterhin zur Produktion genutzt, mussten aber auch von Chemiealtlasten aus der Vorwendezeit befreit werden.